# Balestrino
Balestrino é uma comuna italiana da região da Ligúria, província de Savona, com cerca de 535 habitantes. Estende-se por uma área de 11 km², tendo uma densidade populacional de 49 hab/km². Faz fronteira com Castelvecchio di Rocca Barbena, Ceriale, Cisano sul Neva, Toirano, Zuccarello.

## Demografia
| Variação demográfica do município entre 1861 e 2011                               |
|                                                                                   |
| Fonte: Istituto Nazionale di Statistica (ISTAT) - Elaboração gráfica da Wikipedia |